# Pringkuku (plaats)
Pringkuku is een bestuurslaag in het regentschap Pacitan van de provincie Oost-Java, Indonesië. Pringkuku telt 3462 inwoners (volkstelling 2010).